# 和勝和人物列表
本列表列出已知的和勝和成員。

## 已故元老
- 馬騮王：「老歪十二皇叔」之一，及後於1930年帶領「和勝和」脫離「和合圖」自立門戶，任職獨立後第一任坐館。

- 國龍：原名甄裕權，通稱甄國龍，和勝和超級元老。幼時隨父於深水埗北河街謀生。年少時曾加入「台山青年抗日游擊隊」參與抗日戰爭，及後拜入和勝和猛人「姜唐」門下。二戰後，於六十年代後期被推舉成為坐館。[1]。

- 尤伯：原名黃敬祐，和勝和超級元老[2]。

- 蕭佳：原名蕭漢強，又名燒雞，和勝和元老。1988年已任坐館，門下徒子徒孫人才濟濟，出過多位坐館，例如超給大佬傻福、荃灣澤、ETB等等。其後轉往泰國發展。2021年9月泰國肺癌病逝。[3]

- 崩鼻喪：元老國龍師兄弟，同屬姜唐門下。1980年代初任字頭坐館。勝和著名陣線「勝和十三友」全部為其四九門生或太史門生，聲勢浩大。香港回歸後因病離世。[4]

## 元老及高層
- 「何澤」：人稱「荃灣澤」勝和超級大哥 荃灣線猛人 多屆坐館出於他門下
- 「ETB」：「荃灣澤」門生原名陳運祥，曾任坐館
- 「少韓」：「荃灣澤」門生，曾任勝和坐館
- 「廟街朗」：「荃灣澤」門生 2024至2026年，現任勝和坐館
- 「上海仔」：原名郭永鴻 勝和元老 曾任坐館
- 「國華」：年青時曾當差。被喻為「勝和造王者」[5]。

- 「青面仔」：勝和超級大佬，元老，第一届職員[6]。
- 「大飛」：被喻為「勝和金牌經理人」[6]。

- 「雞腳黑」：勝和元老[7]。

- 「上海仔」：曾任勝和坐館，販毒集團首腦，國際大毒梟[8]。

- 「白頭仔」：曾任勝和坐館、上水皇帝[6]。

- 「大華」：勝和元老[9]。
- 「任哥」：勝和元老

- 「傻福」：勝和超級大哥[10]。

- 「訴苦森」：曾任勝和坐館[8]。

- 「陳安」：曾任勝和坐館[6]。

- 「崩嘴崩」：曾任勝和坐館[6]。

- 「雙鷹青」：荃灣區勝和揸弗人，有「勝和校長」之稱[8]。

- 「沙田Me」：海事處公務員出身，年少時曾混跡白田邨14K，前任勝和坐館[11]

- 「子騰」：曾任勝和坐館[12]。

- 「寶明」：原名冼寶明，曾任勝和坐館[6][13]。

- 「薯仔」：曾任勝和坐館[6]。[9][14]。

- 「囝囝」：本名張銓漢，勝和「太上皇」、元朗和勝和揸弗人，與中聯辦關係良好，身家過億[15]。

- 「四眼柱」：和勝禾高層人物，曾客串香港著名黑幫犯罪電影《黑社會》。

- 「佐治跛」：英國曼徹斯特和勝和教父[16]